# 斯比勒山
斯比勒山（土耳其語：Spil Dağı），古稱西皮洛斯山，是一座位於土耳其马尼萨省有著豐富傳說和歷史的山岳，當地曾是古代呂底亞人居住的核心地帶，今日則屬土耳其爱琴海地区的一部分。
斯比勒山的山峰聳立在現代都市馬尼薩的上方，坐落於馬尼薩通往伊兹密尔的公路旁。除此之外，斯比勒山亦與能在山頂俯瞰伊茲密爾海灣遼闊景色的亞曼拉爾山緊密相鄰，由於兩座大山共同擁有相似的植被景觀與悠久的歷史，使亞曼拉爾山經常被視為是斯比勒山山脈的延伸，但實際上它是一座擁有自己獨特地質的死火山。

## 歷史
馬尼薩浮雕被發現於馬尼薩以東幾公里處的斯比勒山周圍，這是一座刻在懸崖上的雕像，傳統上，它被認為是地母神库柏勒的塑像，其歷史可追溯至公元前二千年後期的赫梯或盧維時代。該座雕像於土耳其語中被稱為Taş Suret（意即「石像」），在部分國際文獻中有時也以此名來稱呼馬尼薩浮雕。西皮洛斯山被認為是庫柏勒女神最喜愛造訪的地點，根據一則古老的神話，傳說這座雕塑是由坦塔羅斯醜陋的兒子布洛忒阿斯所雕刻而成的。
拜占庭學者呂底亞的約翰認為，依據佚名作者完成於公元前七世紀史詩泰坦之戰中的記述，主張宙斯並非誕生於克里特島而是在呂底亞的西皮洛斯山中出生。
在古羅馬作家老普林尼的作品與其他文獻中普遍提及西皮洛斯山（Sipylus）的山名，或別稱其為西皮洛姆山（Sipylum），並記載當地有一座以建城者坦塔羅斯命名的坦塔利斯（Tantalis）或坦塔羅斯之城（the city of Tantalus）的城市。根據相關紀錄，該城的地點大約位於西皮洛斯山的山上或是鄰近山區，在公元開始後的初期仍可見到這座城市的遺跡。
於希腊神话中，坦塔羅斯因為殺害了自己的兒子珀罗普斯，並將其屍體烹煮後邀請諸神赴宴而聞名。傳說他的兒子珀羅普斯在被眾神復活後移居至伯罗奔尼撒，並在當地建立起自己的王國。於另一則神話裡，西皮洛斯山上的「哭泣之岩」（土耳其語稱：Ağlayan Kaya）據說是坦塔羅斯悲傷的女兒尼俄伯之化身，尼俄伯因為向女神勒托吹噓自己的孩子，而遭到勒托子女阿波罗和阿耳忒弥斯的報復，兩位神祉在西皮洛斯山殺死了尼俄伯的14個孩子，在這之後，因喪子而哀痛萬分的尼俄伯變成了石頭。
西皮洛斯山腳下的城市馬格尼西亞其歷史可追溯到公元前五世紀，馬格尼西亞位處蓋迪茲河的沿岸並鄰近士麦那，當地的平原也是公元前190年大帝安条克三世在馬格尼西亞戰役中敗於羅馬人的古戰場。

## 現今
一項重要的造林工作從1960年代開始進行，造林的範圍覆蓋了整座斯比勒山以及其周圍數千公頃的土地。從那時起，斯比勒山國家公園便吸引了許多國內外的遊客造訪，其中著名的「哭泣之岩」景點更是廣受青睞，整座斯比勒山的山峰上除了長滿一片茂密的森林之外，另以山中野生的郁金香而聞名，同時也是露營、跳伞、健行和其他山地運動的熱門地點。
連接伊兹密尔和馬尼薩兩大都會區的高速公路穿越斯比勒山與亞曼拉爾山兩座相鄰山脈間的薩本庫貝利山口（Sabuncubeli Pass），古代的旅行者和作家們皆對當地險峻的地形寫有詳細的記載，山口從標高600公尺在極短的距離內驟降至僅高於海平面幾公尺的高度，公路的最高點位於伊兹密尔省與马尼萨省兩省間的交界，為繞過地勢陡峭的薩本庫貝利山口，2011年至2018年間土耳其當局修築了長達6,480公尺的薩本庫貝利隧道，以利車輛的通行。

## 外部連結
- Mount Spil National Park. . Manisa Directorate of Environment and Forestry.   [2020-01-21]. （原始内容存档于2004-08-21） （土耳其语）.
- Sheridan, Paul. . Anecdotes from Antiquity. 2015-09-05  [2015-09-05]. （原始内容存档于2016-03-04）.